# Leendert Gerardus van Breen
Leendert  Gerardus van Breen (Terneuzen, 22 mei 1876 – Woudenberg, 26 maart 1964) was een Nederlands  waterbouwkundige. Hij werkte vele jaren met verschillende standplaatsen bij Rijkswaterstaat, laatstelijk in de rang van waterbouwkundige. Hij is de auteur van het klassieke werk Holland's rijshout (1920).

## Terneuzen
Direct na afronding van de lagere school trad Van Breen in dienst van Rijkswaterstaat, waar hij de assistent werd van ir. Bertel, die hem verder opleidde. Van Breen werkte in het begin als assistent bij de bouw van de middensluis van het sluizencomplex bij Terneuzen (destijds was dat de meest westelijke sluis) en de verbetering van het kanaal naar Gent .

## Opzichter
Om mei 1900 slaagde hij voor het diploma "opzichter van den waterstaat" en in april 1902 voor het diploma "opzichter van den Rijkswaterstaat". Deze diploma's openden de weg tot diverse functies bij diverse dienstkringen van Rijkswaterstaat. In 1900 kon hij beginnen bij de rivierverbetering van de IJssel. In 1902 begon bij als Opzichter 4e klasse in Delfzijl. Op 16 mei 1907 trouwt van Breen met Magdalena Donze, dochter van een gemeenteraadslid uit Terneuzen. In 1907 werd hij bevorderd tot Opzichter 3e klasse en werd zijn standplaats 's-Hertogenbosch; in december 1914 werd dit opzichter 2e klasse en ging hij terug naar Terneuzen. Hier werd hij belast met het onderhoud van het kanaal naar Gent. Probleem daarbij was dat dit een grensoverschrijdend kanaal was naar een buurland in oorlog (Eerste Wereldoorlog).
In deze tijd schreef hij ook zijn standaardwerk over het gebruik van rijshout in de waterbouwkunde.

## Nijmegen
In mei 1921 werd hij overgeplaatst naar de dienstkring Nijmegen. Alhoewel niet duidelijk uit de staatsalmanak werd hij toen ook bevorderd tot Technisch Ambtenaar der 1e klasse. Hij ging uiteindelijk wonen in Woudenberg. In het begin van zijn aanstelling in Nijmegen zal hij vermoedelijk wel betrokken geweest zijn bij de aanleg van het Maas-Waalkanaal dat in de periode 1920-1927 werd aangelegd. Maar daarna is het vooral bezig met het beheer van de Rijn en Nederrijn tussen Lobith en Wijk bij Duurstede. In OTAR heeft hij hier uitgebreid over geschreven.
Op 1 mei 1930 is hij bevorderd tot Technisch Hoofdambtenaar.

## IJmuiden
In 1934 werd hij benoemd tor “waterbouwkundige” (de rang net boven die van Technisch Hoofdambtenaar) en overgeplaatst naar de dienstkring IJmuiden, belast met het beheer van de sluizen daar. In 1935 is de werkkring wat aangepast, omdat toen een het visserijbedrijf overging van Rijkswaterstaat naar het Staatsvissersbedrdijf. De dienstkringen IJmuiden en Velsen werden één dienstkring, IJmuiden. Hieronder viel het beheer van de havendammen en de sluizen. Hij schreef hier onder ander "De geschiedenis van het Noordzeekanaal, in het bijzonder de havens en sluizen van IJmuiden" speciaal voor de gemeente Velzen. Daarnaast schreef hij ook nog een aantal artikelen in OTAR over het onderhoud aan de havenhoofden.
Van Breen werd in 1939 benoemd tot ridder in de orde van Oranje Nassau. Hij ging in juni1941 met pensioen. Hij is na zijn overplaatsing naar IJmuiden in Woudenberg blijven wonen, waar hij tot zijn overlijden in 1964 is blijven wonen. In de jaren na zijn pensioen bleef hij actief met het schrijven van artikelen voor OTAR, met name over rijswerk en de rivier de Rijn.

### Alternatief voor blokkenbestorting
Van Breen werd in zijn tijd bij de dienstkring IJmuiden geconfronteerd met onderhoudsproblemen aan de havendammen. Deze bestonden uit random geplaatste betonblokken. Deze betonblokken van 20 ton besloegen een oppervlak van 300.000 m2 en zijn in 1878 geplaatst met een paar zware stoomkraan naar een ontwerp van de Engelse ingenieur John Hawkshaw. Rond 1935 bleek dat deze blokken eigenlijk iets te licht waren voor de heersende golfaanval, en er regelmatig blokken weggeslagen werden. Het plaatsen van nieuwe blokken op de plek van de weggeslagen blokken was lastig, en bovendien niet afdoende, omdat de blokken wat te licht waren. Om dit probleem op te lossen ontwikkelde Van Breen een methode waarbij een verloren bekisting gebruikt werd in de vorm van een jute zak. Hierin werd 30 ton beton gegoten. Van Breen heeft dit gedetailleerd beschreven in zijn publicaties in OTAR. In de krant van 1939 wordt dit beschreven als: 
"Hierin moest de beton worden gegoten, waarna het blok rond werd en belangrijk hooger dan de diameter groot was. Een paar van deze betonnen zuilen stonden reeds eenigen tijd tusschen de andere blokken en daar ze goed bleken te voldoen, heeft men inden loop van dezen zomer den geheelen kop van de Zuiderpier op deze wijze voorzien. Een hecht aaneengesloten rij krijgt men thans op waarlijk ingenieuze wijze, dank zij de soepelheid van den canvas-vorm. Op een kleinen afstand van elkaar worden namelijk twee „pilaren” gegoten en zijn deze gereed, dan wordt er tusschen een nieuwe zak gehangen. Deze zak kan echter door den weerstand aan beide zijden niet, tot zijn volle breedte uitzetten en puilt daardoor om de reeds geplaatste zuilen heen. Op deze wijze krijgt men een buitengewoon hechte bestorting, die wanneer zij eenmaal geheel gereed is een groote verbetering zal beteekenen.Het blijft namelijk niet bij één rij blokken vlak langs de pieren, maar op dezelfde wijze worden daarbuiten, iets lager, weer blokken gegoten, die in elkaar en inde eerste rij grijpen."

In latere jaren bleek overigens dat blokken die op deze wijze gevormd waren, op lange termijn niet voldoende sterkte bleken te behouden. Het beton verhardde in een omgeving met zout zeewater, wat de sterkte niet ten goede kwam. Bovendien kon de temperatuurontwikkeling tijdens de verharding niet goed in de hand gehouden worden, waardoor er termperatuurspanningen ontstonden wat op termijn tot breuk van de blokken leidde.

## OTAR
In het tijdschrift voor de Technisch Ambtenaren van de Rijkswaterstaat (OTAR) heeft Van Breen veel van zijn ervaringen vastgelegd:   
| nummer  | bladzijde | titel artikel |
| ------- | --------- | --- |
| 05-1917 | p17       | Ons Archief |
| 08-1919 | p44       | Ons Archief |
| 11-1930 | p116      | Rivierdijken |
| 10-1931 | p117      | Betonning van Boven-Rijn en Waal                                                                                  |
| 12-1932 | p183      | Afvoermetingen in den Boven-Rijn, de Waal, het Pannerdensch kanaal, den Rijn en de IJssel                         |
| 02-1933 | p222      | Vorming van ijs in stroomend water                                                                                |
| 02-1933 | p226      | Peilloodonderzoek                                                                                                 |
| 04-1933 | p21       | Vorming van ijs in stroomend water                                                                                |
| 06-1934 | p55       | De Rijn bij Lobith voorheen en thans I                                                                            |
| 07-1934 | p76       | De Rijn bij Lobith voorheen en thans II                                                                           |
| 11-1934 | p149      | Maximum waterafvoer van den ouden Rijn bij Lobith                                                                 |
| 01-1935 | p177      | Zandtransport en kabellegging door de Waal                                                                        |
| 11-1936 | p173      | Afmetingen van bossen hollandsch rijshout in verband met de dikte, de sterkte en de samenstelling van zinkstukken |
| 01-1938 | p222      | Het onderhoud van de bestortingen langs de havenhoofden te IJmuiden I                                             |
| 02-1938 | p258      | Het onderhoud van de bestortingen langs de havenhoofden te IJmuiden II                                            |
| 03-1939 | p19       | Verbeteringen |
| 11-1942 | p49       | Hollandsche rijsbossen voor zinkstukken                                                                           |
| 12-1942 | p72       | Wat zijn waesen en wellingen?                                                                                     |
| 02-1943 | p98       | Eigenaardige schade aan de beugels om de voorharren bij de sluisdeuren                                            |
| 06-144  | p106      | Merkwaardige samengestelde houtverbinding                                                                         |
| 10-1944 | p30       | Riet I |
| 12-1945 | p150      | Toepassing van schanskorven bij opzinkingen                                                                       |
| 01-1946 | p175      | Riet II |
| 09-1945 | p103      | Het dichten van gaten in dijken                                                                                   |
| 03-1946 | p215      | Toepassing van schanskorven bij opzinkingen II                                                                    |
| 05-1946 | p233      | Rivierverbetering                                                                                                 |
| 09-1947 | p205      | De Wilg |
| 01-1948 | p269      | De Geldersche vallei I                                                                                            |
| 03-1948 | p317      | De Geldersche vallei II                                                                                           |
| 07-1949 | p15       | De Rijn bij Lobith voorheen en thans I                                                                            |
| 08-1949 | p36       | De Rijn bij Lobith voorheen en thans II                                                                           |
| 09-1949 | p92       | De Rijn bij Lobith voorheen en thans III                                                                          |
| 11-1954 | p136      | Vastmaken, zinken en storten                                                                                      |
| 01-1959 | p134      | Ervaringen met opzinken                                                                                           |
| 04-1960 | p242      | Stuk zinken |
| 03-1961 | p211      | Stroomsnelheidsmetingen                                                                                           |

Het is de verwachting dat deze artikelen medio 2022 via Delpher beschikbaar zijn